# Diecezja Sapa
Diecezja Sapa (łac.: Dioecesis Sappensis) – katolicka diecezja albańska położona w północnej części kraju.

## Historia
Diecezja powstała w 1062 jako sufragania metropolii antivarskiej. Po podboju Albanii przez Turków stanowisko ordynariusza nie było obsadzane do XVIII wieku. W 2 połowie XIX wieku została przyłączona do nowo utworzonej metropolii Szkodra-Pult.

## Biskupi
- ordynariusz - Simon Kulli